# Dana International

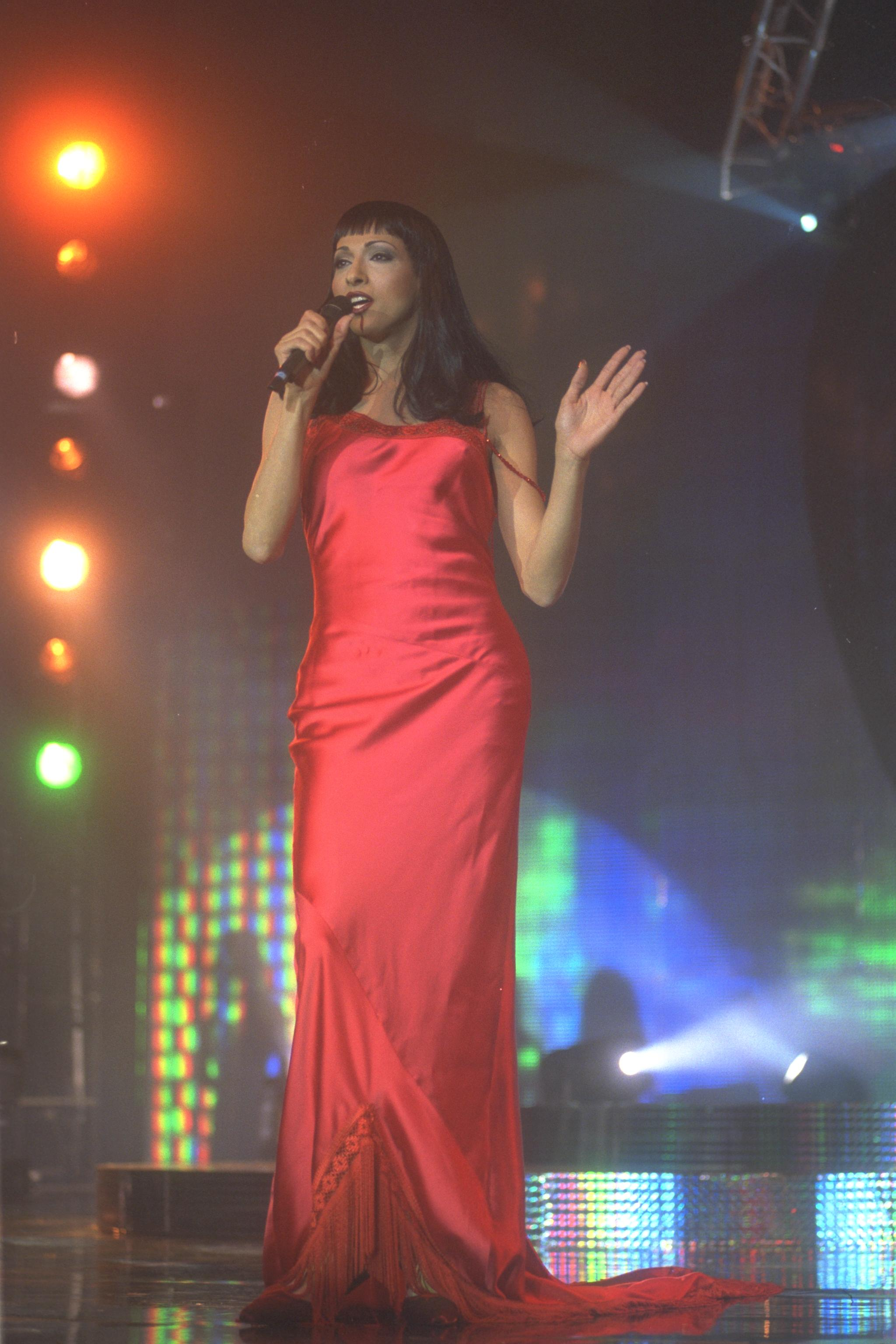
Apresentação no Miss Israel de 1998.

Sharon Cohen (Tel Aviv, 2 de Fevereiro de 1972), mais conhecida pelo seu nome artístico, Dana International (em hebraico:דנה אינטרנשיונל; em árabe:دانا اٍنترنشيونال), é uma cantora israelense de música dance e pop. Tendo sido designada homem ao nascer, em 1993 ela se submeteu a uma cirurgia de transgenitalização em Londres. Durante algum tempo ela viveu como Sharon Cohen, antes de adaptar ao seu nome artístico de Dana International.
Ela ficou famosa pela sua vitória no Festival Eurovisão da Canção em 1998 com a música "Diva". Por causa disso Dana International se tornou uma das celebridades transexuais mais bem sucedidas do mundo, sua carreira começou em 1992, e desde então ela lançou oito álbuns de estúdio e três coletâneas.  De origem iemenita, Dana começou a cantar aos 8 anos de idade, ela também trabalhou como Drag queen em discotecas LGBTs de Tel Aviv, sendo descoberta pelo DJ Offer Nissim, que foi o seu mentor e produtor em vários álbuns de estúdio.

## Carreira artística

### 1992 – 1993:Danna International
Aos 18 anos de idade Sharon (ainda antes de sua transição) ganhou a vida como drag queen em Israel, Dana se tornou a primeira cantora drag queen famosa de Israel. Durante uma de suas performances, ela foi descoberta por Offer Nissim (um dos mais famosos DJs de Israel) que produziu o seu primeiro single "Sa'ida Sultana" (Meu Nome Não é Saída), uma versão satírica de Whitney Houston da canção "My Name Is Not Susan". A música recebeu um sucesso considerável tornando Dana uma cantora profissional.
Em 1993 Dana foi para Londres para fazer a cirurgia de transgenitalização, alterando em seus documentos o seu nome para Sharon Cohen, retornando para casa com o nome com o qual realmente se identifica, e nesse mesmo ano Sharon Cohen lançou o seu primeiro álbum intitulado Danna International em Israel. Pouco depois, o álbum foi lançado também em vários outros países, incluindo a Grécia, Jordânia e Egito, Sharon Cohen disse que o neme "Dana Internationa" vem de uma música do seu primeiro álbum, sendo que o nome foi originalmente digitado como "Danna Internacional", o álbum vendeu muito, ele foi classificado como disco de ouro se tornando um recorde em Israel.

### 1994:Umpatampa
Em 1994, Dana liberou seu segundo álbum Umpatampa, que foi ainda mais bem sucedido. O álbum foi disco de platina em Israel e já vendeu mais de 50 000 exemplares até à data. Devido à sua popularidade e do sucesso deste álbum, ela ganhou o prêmio de Melhor Artista Feminina do Ano em Israel.

### 1995:E.P. Tampa
Em 1995, Dana tentou cumprir o seu sonho de infância, cantar no Festival Eurovisão da Canção, ela entrou no concurso com uma canção intitulada "Layla Tov, Eropa" (em português: "Boa Noite Europa"), que terminou na segunda pré-seleções, mas se tornou um single. No final de 1995, Dana lança um LP chamado E.P. Tampa com três novas músicas e quatro remixes e versões especiais de suas canções anteriores.

### 1996 – 1997:Maganona
Em 1996, Dana lançou seu quarto álbum de estúdio, Maganona (em português: "Louca"), embora este álbum foi menos bem sucedido do que os seus anteriores,  o álbum foi certificado como disco de ouro e atingiu recorde de vendas em Israel e incluiu os super hits "Don Quixote" e "Cinque Milla". Em 1997, Dana colaborou com o artista israelense Eran Zur em seu álbum Ata Haverá Heli, fazendo um dueto na música "Shir Kdam-Shnati (Sex Acher)", que tornou-se um enorme sucesso.

### 1998:Diva
Dana foi escolhida para representar Israel no Festival Eurovisão da Canção com sua canção "Diva". Judeus ortodoxos e outros com vistas conservadoras se opôs à sua nomeação e tentou invalidar a sua participação no concurso. No entanto, em Maio de 1998, Dana canta "Diva" no Festival Eurovisão da Canção, em Birmingham, Dana se torna vencedora do concurso com 174 pontos. Ela assim se tornou um superstar internacional, sendo entrevistado pela CNN, BBC, Sky News, MTV entre outros.

Após a sua vitória no Festival Eurovisão da Canção Dana disse: 
| “ | Minha vitória prova que Deus está do meu lado. Quero enviar os meus críticos uma mensagem de perdão e dizer-lhes: Tentar me aceitar e ao tipo de vida que eu levo. Eu sou o que sou e que isso não significa que eu não acredito em Deus, e eu sou parte da nação judaica. | ” |

Dana lançou "Diva" como um single na Europa e se tornou-se um grande Hit vendendo mais de 400 000 cópias em todo o mundo.

### 1999 – 2001:Free
Em 1999 Dana lançou uma regravação da música de Barbra Streisand, "Woman in Love", música que foi incluída no seu álbum de 1999, Free, ele foi lançado na Europa e teve um sucesso moderado, Dana lançou mais três edições diferentes para a Polônia, Israel e Japão lançadas em 1999 e 2000.
Em 2001 Dana lançou Yotér We-Yotér (em português: "Mais e Mais") o álbum pôs a sua carreira em Israel de volta aos trilhos, depois de ganhar disco de ouro.

### 2002 – 2006Ha-chalóm Ha-'efsharí
Dana estava prestes a assinar com a Sony BMG mas algo correu mal nas negociações, por causa disto a Sony cancelou o contrato com Dana. Em 2002 lançou Ha-chalóm Ha-'efsharí, o álbum não teve um sucesso muito grande, em 2003 lançou The CDs Collection um álbum de edição limitada que continha uma caixa com oito CDs contendo todos os singles de Ha-chalóm Ha-'efsharí e também uma nova versão do hit "Cinque Milla", intitulado (AloRaroLa). Poucos anos mais tarde, em 2005, Dana participou do 50º aniversário do Festival Eurovisão da Canção, realizado em Copenhaga, depois o seu Hit "Diva", foi selecionada como uma das quatorze melhores músicas do Eurovisão. Ela também gravou a canção em francês, "Lola", lançando um videoclipe para a música, este videoclipe pode ser encontrado no álbum Hakol Ze Letova, lançado em 2007 como um vídeo bônus.

### 2007– presente:Hakol Ze Letova

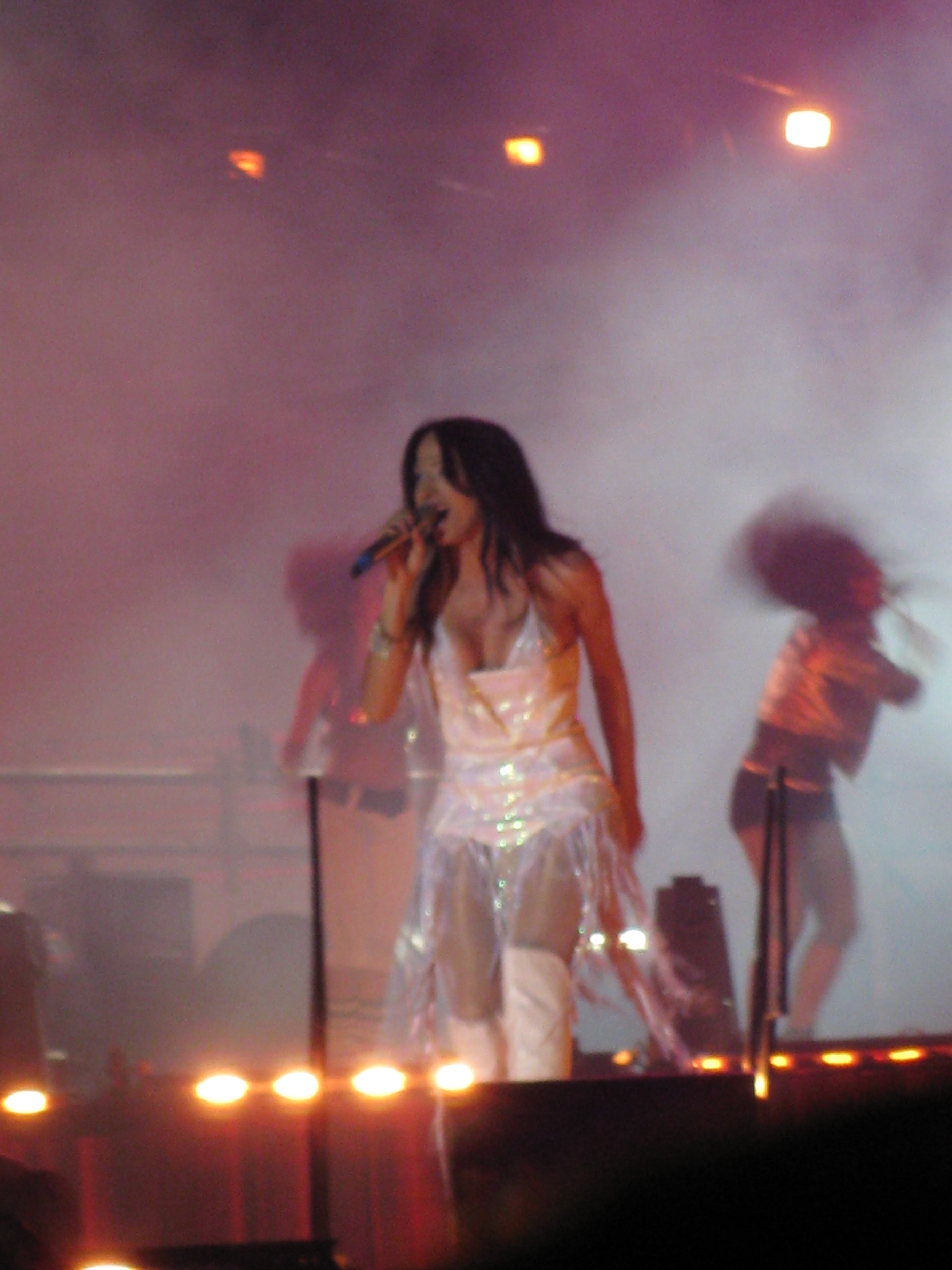
Dana International ao vivo em Abril de 2009

Após alguns anos afastada do show business, juntamente com o relançamento do seu site oficial, o primeiro single do seu próximo álbum foi lançado em Março de 2007 intitulado "Hakol Ze Letova" (em português: "É o Melhor Para Todos"), nome dado ao seu álbum também lançado em 15 de agosto de 2007, logo depois o seu segundo single foi lançado "Love Boy" que se tornou a música mais tocada nas rádios Israelenses em uma década. "At Muchana" foi o seu terceiro single e "Seret Hodi" foi o seu quarto single com participação do cantor Idan Yaniv, que se tornou um bestseller em muitas lojas on-line, o quinto e último single do álbum foi "Yom Huledet".
Em 26 de Fevereiro de 2008, Dana ganhou mais uma conquista, quando a canção "Keilu Kan", escrita e composta por ela e cantada por Boaz Mauda, que foi escolhido para representar Israel no Festival Eurovisão da Canção de 2008, a música ficou em  nono lugar na classificação final.
Atualmente, Dana está no estúdio colocando os retoques finais em seu próximo álbum, Dana também gravou uma canção chamada "Mifratz HaAhava" para uma versão israelense do reality show chamado Paradise Hotel. Ela também colaborou com a dupla ucraniana NeAngely, gravando a música e o videoclipe de "I Need Your Love".
Em 2009 Dana estrelou em um novo reality show produzido para a rede celular local. Em Abril de 2009, Dana realizou um Show de abertura do aniversário de centenário do "Tel-Aviv". Em 18 de maio de 2009, Dana International encerrar seu atual site na esperança de lançar seu novo website promovendo seu novo álbum.

## Discografia
| Álbuns de estúdio - 1993: Danna International - 1994: Umpatampa - 1995: E.P. Tampa - 1996: Maganona - 1999: Free - 2001: Yotér We-Yotér - 2002: Ha-chalóm Ha-'efsharí - 2007: Hakol Ze Letova | Coletâneas - 1998: Diva - The Hits - 1998: The Album |